# Sárvári Anna
Sárvári Anna, Schall (Dunaföldvár, 1888. március 21. – Budapest, 1938. július 28.) magyar színésznő, Juhász Gyula múzsája, akihez az Anna-verseket írta.

## Életpályája
Schall Anna néven született 1888-ben Dunaföldváron, szülei Schall Alajos és Koch Anna. 1904-ben a Színművészeti Akadémia előkészítő osztályába járt, majd Rákosi Szidi színiiskolájában végzett. 1905–06-ban már szerepelt Pécsett Kövessy Albert társulatában. 1906 őszétől Bihari Ákos, 1907-ben Molnár Gyula, 1908 nyarán Erdélyi Miklós nagyváradi Nyári Színkörének, 1908 őszétől Somogyi Károly nagyváradi társulatának volt tagja. Nagyváradon szerepelt az Atalanta című operettben, amit részben Juhász Gyula jegyzett, és ami Pierre Louis Afrodité című könyvének átdolgozása volt. 1909 őszétől Polgár Károly délvidéki, 1911-től Neményi Lipót erdélyi, 1916-től Patek Béla, 1918-tól Balla Kálmán, 1923–24-ben Kovács Imre erdélyi, 1929-30-ban Tarnay Ernő társulatában szerepelt. 1934-ben férjhez ment Szántó Jenő színészhez.
Egy évvel Juhász Gyula halála után baleset érte, ami miatt többé már nem állhatott színpadra. Ugyanekkor férje is elvesztette állását. A kilátástalan helyzetben a halált látta az egyetlen kiútnak. 1938-ban a színésznő ágyában fekve mérget vett be, amitől hamarosan meghalt. Ágya mellett megtalálták Juhász Gyula egyik verseskötetét, ami a róla szóló verseknél volt kinyitva.

### Kapcsolata Juhász Gyulával
21 évesen, 1908-ban Nagyváradon játszott, ekkor pillantotta meg őt a színpadon Juhász Gyula, aki mint tanár dolgozott a városban. A költő azonnal beleszeretett a fiatal színésznőbe, akihez számos verset írt (Anna-versek). Juhász szerelme a nő iránt azonban plátói maradt. Állítása szerint Anna a versekről csak később, ismerőseitől szerzett tudomást.
„Én Juhász Gyulát alig, de alig ismertem. Mindössze talán egyszer beszéltem vele. Akkor is különös körülmények között. Már hallottam régebben, hogy Juhász Gyula szerelmes belém, de ezen nem is csodálkoztam. Akkor még futólag sem láttam, és csak mendemondák jutottak el hozzám. Ez időben történt aztán, hogy nálam a lakásomon víg társaság gyűlt össze és a hírnökök arról beszéltek, hogy kint a fagyos téli estében az utca túlsó oldalán toporog, fagyoskodik Juhász Gyula, a fiatal tanár. Én kimentem hozzá, behívtam a meleg födél alá, de otthonomban szerénykedő, halk hangon válaszolt, ha kérdeztem – különben Juhász Gyula csak hallgatott, hallgatott.
Egyszer, mégegyszer a színházban láttam, operettjének, az Atalantának előadása alatt, és csak később hallottam, hogy verseket ír hozzám. Boldog voltam, örültem, és az ismerősök lépten nyomon gratuláltak a versekhez. Én csak akkor döbbentem rá, hogy nekem ezekhez az Anna-versekhez semmi, de semmi közöm. Ezek a csodálatos versek csak a szőke hajamnak, kék szememnek, és Juhász Gyula elképzelt ideáljának szóltak, de nem nekem és nem hozzám...”  Sárvári Anna  

### Anna-versek
- Milyen volt...
- Annának
- Anna után
- Anna minden
- A régi Anna
- Annabál
- Annának
- Valakinek (1908)
- A többi néma csend (1910)
- Úgy szeretem... (1911)
- És lassan mindent... (1911)
- Nyár (1910)
- Múzsa (1911)
- Anna örök (1926)

## Főbb színházi szerepei
- Katona József: Bánk bán – Izidora, Gertrudis
- Shakespeare: A velencei kalmár – Jessica
- Jókai Mór: Az aranyember – Athalia
- Bródy Sándor: A tanítónő – Hray Ida
- Heltai Jenő: Naftalin – Ilka
- Herczeg Ferenc: A Gyurkovics lányok – Ella
- Bródy Sándor: A szerető – Anna
- Tolsztoj–Guiraud: Karenina Anna – Karenina Anna